# オカンの嫁入り
『オカンの嫁入り』（オカンのよめいり）は、咲乃月音の日本の小説。
2007年にニフティ・ココログ小説にてオンライン小説として公開され、第3回『日本ラブストーリー大賞』ニフティ/ココログ賞を受賞。加筆の上で、宝島社より2008年6月に刊行された。2009年9月にはさらなる加筆の上で『さくら色 オカンの嫁入り』（さくらいろ オカンのよめいり）と改題して宝島社文庫より文庫化された。
2010年9月には『さくら色 オカンの嫁入り』を原作として映画及び舞台が制作され、映画公開にあわせて続編となる『ゆうやけ色 オカンの嫁入り・その後』（ゆうやけいろ オカンのよめいり・そのご）が宝島社文庫より刊行されている。
また、同小説を原作とした日本映画『オカンの嫁入り』及び舞台『さくら色 オカンの嫁入り』についても記する。

## ストーリー
森井陽子と森井月子。母娘で仲良く暮らしていた2人。しかし手ひとつで娘を育てあげたオカン・陽子はある日、男を連れて泥酔して帰宅。その金髪リーゼント姿の男・服部研二(30歳)にプロポーズされたと、結婚を宣言。実は3年前から付き合っていたという2人は、この家で一緒に住むことにしたと言う。服部研二は、元板前で料理上手の男性。どうしても素直になれない娘・月子は反発するのだが、母の真摯な思いと研二の人柄に徐々に2人の再婚を受け入れることに。しかし陽子は白無垢の衣装合わせに向かう途中で倒れ、2ヶ月前から末期癌であった事を知るのであった。
暫くたち、衣装合わせで白無垢を着た陽子は月子にあるお願いを語る。

## 書誌情報
- オカンの嫁入り（2008年6月4日発行、宝島社）ISBN 978-4796663335
- さくら色 オカンの嫁入り（2009年9月5日発行、宝島社文庫）ISBN 978-4796673464
- ゆうやけ色 オカンの嫁入り・その後（2010年9月7日発行、宝島社文庫）ISBN 978-4796678896

## 映画
『オカンの嫁入り』は2010年9月4日公開の、宮崎あおいと大竹しのぶの初共演となる家族をテーマにした母と娘のハートフルドラマ映画。家族の心理をリアルに描き絶賛されたデビュー作『酒井家のしあわせ』に続く呉美保の第2回長編映画監督作品。第15回釜山国際映画祭出品作品。
主要キャストは主演の2人以外関西出身者であり、方言指導者を常に現場に置き関西弁の台詞を徹底的にチェックして撮影に臨んだ。撮影舞台となった日本家屋は太秦東映京都撮影所第2スタジオの『銭形平次』セットを利用して作られている。駅の撮影では人がいない駅（駅は小さいがラッシュ時間は人が多い）として京阪牧野駅でロケを行ったが、話を聞きつけて人が大勢集まってしまい、牧野駅入場券売り上げが過去最高で尚且つ駅の苦情件数も過去最高となってしまった。
キャッチコピーは「おかあさん 結婚することにしたから。」「ぶつかり合って、分かり合って、生きていく。母と娘は、どうしてこんなに素直になれないのだろう。」「一緒にいられたら、それでいい」。
全国89スクリーンという小規模公開ながら、2010年9月4,5日初日2日間で興収3,865万7,200円、動員は3万2,575人になり映画観客動員ランキング（興行通信社調べ）で初登場第9位とベスト10入りを果たした。また、ぴあ初日満足度ランキング（ぴあ映画生活調べ）では第3位になるなど、大河ドラマ『篤姫』で宮崎あおいを知った年配層を中心に好評となった。
本編のDVDは2011年2月21日に発売された。

### 映画キャスト
森井月子 - 宮崎あおい
陽子の娘。大阪の古い木造の民家に母と2人で暮らす。以前勤めていた会社の同僚(本橋信也)にストーカー被害および暴行被害を受けたことから、1年前より外出恐怖症になっている。電車の中で迫られた経験から、電車が走っているところを見るだけで恐ろしくなってしまう。
森井陽子 - 大竹しのぶ
月子の母。村上整形外科医院で働く看護婦。夫の薫とは月子が生まれる前に死別。
服部研二 - 桐谷健太
捨て男。陽子の結婚相手。30歳。金髪リーゼント姿で、元板前だが現在無職。祖父は、村上整形外科医院の患者。幼いころに両親と死別(事故で亡くなる)し養子に出されていた。舞台版では板前の祖父も出演している。祖母は最近亡くなった。愛用のぬか床は祖母から託されたもの。祖母が倒れたとき、一瞬意識が戻ったときがあり、その折、祖母が「ジェームス・ディーンに会いたい」と言ったという。金髪リーゼントで赤いスタジャンという格好は、その祖母の言葉を受けて、ジェームス・ディーンの真似をしている。
上野サク - 絵沢萠子
サク婆。陽子や月子からは「サクちゃん」と呼ばれる。森井家の大家で、庭を挟んで向かいのすぐ隣に住む。森井家とはお互いの家を自由に行き来する家族のような付き合い。母の陽子が服部研二と住むようになると、月子は、「家出」して、サクの家に居させてもらうようになる。
村上章 - 國村隼
村上整形外科医院・院長。サクと陽子の上司。看護婦の陽子には好意を持っていて、過去に陽子を2回、口説いたことがあるが、2回とも、月子のことを理由に「玉砕」したらしい。月子とも一緒に食事をしたり、釣りに行ったりと仲良く付き合う。
本橋信也 - 林泰文
月子の元同僚。経営企画部に新たに入社してきた新入りで、月子は本橋にいろいろ教えてあげるようにと佐々木から頼まれる。その後、月子に、次々とストーカー行為を働くようになる。妻帯者。月子にストーカー行為を働いたとこで、暫く謹慎処分になるが、家庭があるからという理由で謹慎処分は解かれ、復帰。
佐々木義男 - 斎藤洋介
月子の元上司。経営企画部のトップ。
島村幸 - 春やすこ
上野家の常連となっている主婦。
和田真 - たくませいこ
和田動物医院・医師。ハチが尿道結石となり、この動物病院へ連れていく。
小谷聖子 - 友近（友情出演）
上野家の常連となっている主婦。
猪瀬亮二 - 綾田俊樹
総合病院・医師。陽子が研二と連れ立って、衣装合わせに行く日の朝、貧血で倒れ、この病院へ運ばれ、診察を受ける。その2か月前に陽子はこの病院で検査を受け、卵巣に悪性の腫瘍があり、肝臓などにも転移しており、余命僅かであることが判明していた。
ハチ - がんも、ゴロー
森井家の愛犬（雑種）。黒のパグで、2匹で演じ分けている。
ラジオDJ - 吉見由香

### 映画スタッフ
- 監督・脚本 - 呉美保
- 製作 - 椎名保
- プロデューサー - 杉崎隆行、山口敦規
- 協力プロデューサー - 竹村寧人
- 企画 - 福原英行
- 原作 - 咲乃月音『さくら色 オカンの嫁入り』（宝島社文庫刊）
- 撮影 - 谷川創平
- 美術 - 吉田孝
- 編集 - 高橋信之
- 音楽 - 田中拓人
- 音楽プロデューサー - 佐々木次彦
- 音響効果 - 帆苅幸雄
- スクリプター - 今西順子
- 照明 - 金子康博
- 製作統括 - 土川勉、日達長夫、阿佐美弘恭、堀徹
- 録音 - 弦巻裕
- 助監督 - 山本英之
- 製作プロダクション・配給 - 角川映画
- 製作 - 『オカンの嫁入り』製作委員会（角川映画、東映ビデオ、NTTドコモ、キュー・テック）

### 映画イメーソング
- ji ma ma『大好きな人』

### 受賞歴
- 新藤兼人賞2010[3]
  - 金賞（呉美保）
- おおさかシネマフェスティバル2011
  - 脚本賞（呉美保）
  - 助演男優賞（桐谷健太）

## 舞台

### 初演（2010年）
舞台『さくら色 オカンの嫁入り』は、2010年9月16日 - 26日に東京・紀伊國屋サザンシアターにて、2010年10月8日 - 9日に大阪・サンケイホールブリーゼにて上演。
キャッチコピーは「オカンの再婚相手は、美しい「捨て男」だった」。
2010年11月1日には公演を収録したDVDがシーエイティプロデュースより発売された。

#### キャスト
- 服部研二〔捨て男〕 - 佐藤アツヒロ
- 陽子〔オカン〕 - 香寿たつき
- 月子 - 三倉佳奈
- ハチ〔犬〕 - 松下洸平
- 男 - 友部康志
- サク婆 - 正司花江
- 服部〔研二の祖父〕 - すまけい

#### スタッフ
- 原作 - 咲乃月音 『さくら色　オカンの嫁入り』（宝島社文庫）
- 演出 - 西川信廣
- 脚本 - 赤澤ムック
- 音楽 - 八幡茂
- 美術 - 中村公一
- 照明 - 吉川ひろ子
- 音響 - 高橋巌
- 衣装 - ゴウダアツコ
- 舞台監督 - 清水浩志
- 企画・製作 - シーエイティプロデュース

### 再演（2013年）
2013年3月15日 - 20日に東京・三越劇場他にて上演。

#### キャスト
- 服部研二〔捨て男〕 - 佐藤アツヒロ
- 陽子〔オカン〕 - 香寿たつき
- 月子 - 荘田由紀
- ハチ〔犬〕 - 町山博彦
- 男 - 宮澤寿
- 服部〔研二の祖父〕 - 島田順司
- サク婆 - 正司花江

#### スタッフ
- 原作 - 咲乃月音 『さくら色　オカンの嫁入り』（宝島社文庫）
- 演出 - 西川信廣
- 脚本 - 赤澤ムック
- 音楽 - 八幡茂
- 美術 - 中村公一
- 照明 - 吉川ひろ子
- 音響 - 高橋巌
- 演出助手 - 道場貞一
- 舞台監督 - 清水浩志
- 舞台製作 - 加賀谷吉之輔
- プロデューサー - 江口剛史
- 企画・製作 - シーエイティプロデュース

## 漫画
『さくら色 オカンの嫁入り』と題して逸架ぱずるによりコミカライズされ、携帯サイトワンコミにて2010年7月16日より配信開始。
（書籍化の予定はなし。）